# Сидорчик Іван Степанович
Сидорчик Іван Степанович (нар. 11 вересня 1955, Ромейки, Володимирецький район, Рівненська область) — український журналіст, письменник, член Національної спілки письменників України.

## Життєпис
Після школи закінчив фельдшерське відділення Дубенського медичного училища. В 1975—1977 роках служив у армії, де працював за фахом в хірургічному відділенні одного з шпиталів радянських військ у тодішній Німецькій Демократичній Республіці. З 1981 — помічник санітарного лікаря на Рівненській АЕС. Нині — кореспондент газети Рівненської АЕС. Брав участь у ліквідації наслідків аварії на Чорнобильській АЕС (два терміни підряд). Кілька років працював кореспондентом Рівненської обласної державної телерадіокомпанії. 

## Творчість
Окремими виданнями вийшли збірки поезій та прози автора:
- «Сповідь любов'ю» (1992 рік);
- «На святі смутку»(1995 р.);[3]
- «Паморозь» (1997 р.);
- «Застільна розмова» (1997 р.);
- «Скрипка для осені» (2000);
- «Поросль» (2002 р.);
- «Сполоханий грім» (2004 р.);
- книга оповідань «З-під чорних віх» (2005 р.);
- «Ромейки» (краєзнавчі нариси з історії села) (2010);
- «Крадені весла» (2012);
- «Бал хризантем» (2020).